# Brixia insularis
Brixia insularis är en insektsart som beskrevs av Synave 1959. Brixia insularis ingår i släktet Brixia och familjen kilstritar. Inga underarter finns listade i Catalogue of Life.